# Plesiotrygon iwamae
Plesiotrygon iwamae is een vissensoort uit de familie van de zoetwaterroggen (Potamotrygonidae). De wetenschappelijke naam van de soort is voor het eerst geldig gepubliceerd in 1987 door Rosa, Castello & Thorson.